# Tumba (Sektor)
Tumba (Kinyarwanda Umurenge wa Tumba) ist einer von 17 Sektoren im Distrikt Rulindo in der Nordprovinz von Ruanda.

## Geographie
Tumba hat eine Fläche von 34,4 km² und liegt auf einer Höhe von etwa 2190 m. Der Sektor unterteilt sich in die fünf Zellen Barari, Gahabwa, Misezero, Nyirabirori und Taba. Nachbarsektoren sind im Norden Kinihira, im Osten Buyoga, im Südosten Cyinzuzi, im Süden Mbogo und im Westen Bushoki. Die Nordgrenze von Tumba bildet der Fluss Cyohoha.

## Bevölkerung
Nach der Volkszählung von 2022 betrug die Einwohnerzahl 20.693 Einwohner. Zehn Jahre zuvor waren es 19.284, was einem jährlichen Bevölkerungszuwachs von 0,9 Prozent zwischen 2012 und 2022 entspricht.

## Verkehr
Durch den Sektor führen mehrere District Roads.